# Sylvester
För andra betydelser, se Sylvester (olika betydelser).
Sylvester eller Silvester är ett mansnamn  av latinskt ursprung och betyder skogsman eller timmerman från latinets silva (skog). En fest på nyårsnatten kallas ofta sylvesterbal. Sylvester används också som efternamn.
Namnet är totalt sett mycket ovanligt i Sverige, men sedan början på 1990-talet är det flera pojkar i varje årskull som fått namnet som tilltalsnamn, så trenden är klart uppåtgående.
31 december 2008 fanns det totalt 407 personer i Sverige med namnet, varav 95 män med det som tilltalsnamn.
År 2003 fick 11 pojkar namnet, varav 4 fick det som tilltalsnamn.
Namnsdag i Sverige: 31 december. I den finlandssvenska namnsdagslängden har Sylvester namnsdag 31 december sedan starten 1929, då en egen namnsdagskalender togs i bruk för finlandssvenskar.

## Personer med förnamnet Sylvester/Sylwester
- Sylwester Bednarek (född 1989), polsk höjdhoppare
- Sylvester Graham (1794–1851), amerikansk vegetarian och hälsoprofet, upphovsman till grahamsmjölet
- Sylvester James (1947–1988), amerikansk discosångare under namnet Sylvester
- Johan Sylvester Saxtorph (1772–1840), dansk läkare och professor
- Sylvester Saxtorph (1851–1934), dansk läkare
- Sylvester Schlegel (född 1976), svensk musiker
- Sylvester Stallone (född 1946), amerikansk skådespelare och regissör
- Sylvester Stewart (född 1943), amerikansk musiker, låtskrivare och producent under namnet Sly Stone
- Sylvester Szmyd (född 1978), polsk tävlingscyklist
- Sylvester I, påve 314–335
- Sylvester II, påve 999–1003
- Sylvester III, påve 1045–1045
- Sylvester IV, motpåve 1105–1111

## Personer med efternamnet Silvester/Sylvester
- James Joseph Sylvester (1814–1897), brittisk matematiker
- Jay Silvester (född 1937), amerikansk diskuskastare och OS-medaljör
- Peter Silvester (1734–1808), amerikansk politiker

## Karaktärer i film och litteratur
- Katten Sylvester i Looney Tunes
- Patron Sylvester i Kulla-Gulla